# Medal Uniwersytetu Wrocławskiego
Medal Uniwersytetu Wrocławskiego – nagroda przyznawana szczególnie zasłużonym pracownikom uczelni lub osobom, które przyczyniły się znacząco do jej rozwoju. Pierwsze medale wręczono w 1977 roku.

## Informacje ogólne
Uniwersytet honoruje swoich szczególnie zasłużonych pracowników oraz inne osoby, które przyczyniły się do rozwoju uczelni albo przysporzyły jej dobrego imienia lub chwały, poprzez nadanie Medalu Uniwersytetu Wrocławskiego, który przyznawany jest przez senat uczelni. Odznaczenie to jest trzystopniowe: medal złoty, srebrny i brązowy, a przyznawane jest w dniu Święta Uniwersytetu – 15 listopada.

## Odznaczeni

### Złotym Medalem
- 1 października 1977: prof. dr hab. Włodzimierz Berutowicz – prawnik, polityk, Uniwersytet Wrocławski, rektor uczelni w latach 1968–1971
- 1 października 1977: prof. dr hab. Alfred Jahn – geograf, polarnik, Uniwersytet Wrocławski, rektor uczelni w latach 1962–1968
- 1 października 1977: prof. dr hab. Marian Orzechowski – historyk, politolog, polityk, Uniwersytet Wrocławski, rektor uczelni w latach 1971–1975
- 1 października 1977: prof. dr hab. Witold Świda – prawnik, Uniwersytet Wrocławski, rektor uczelni w latach 1959–1962
- 1 października 1978: prof. dr hab. Władysław Floryan – historyk literatury polskiej, Uniwersytet Wrocławski
- 1 października 1978: prof. dr hab. Marian Haisig – historyk, heraldyk, Uniwersytet Wrocławski
- 1 października 1978: prof. dr hab. Jan Mergentaler – astronom, Uniwersytet Wrocławski
- 2 października 1978: prof. dr hab. Lesław Adam – prawnik, Uniwersytet Wrocławski
- 2 października 1978: prof. dr hab. Władysław Czapliński – historyk, Uniwersytet Wrocławski
- 2 października 1978: prof. dr hab. Paweł Nantka-Namirski – chemik, Polska Akademia Nauk
- 18 stycznia 1979: Kazimierz Chwal
- 24 czerwca 1979: prof. Raymond Jones
- 3 października 1979: prof. dr hab. Bogusława Jeżowska-Trzebiatowska – fizykochemik, Uniwersytet Wrocławski
- 3 października 1979: prof. dr hab. Tadeusz Porębski – fizyk, Politechnika Wrocławska
- 23 stycznia 1980: Edward Piasecki
- 26 marca 1981: prof. dr hab. Henryk Zieliński – historyk, Uniwersytet Wrocławski
- 1 października 1981: prof. dr hab. Kazimierz Urbanik – matematyk, Uniwersytet Wrocławski, rektor uczelni w latach 1975–1981
- 14 października 1981: prof. dr hab. Stanisław Hubert – prawnik, Uniwersytet Wrocławski
- 14 października 1981: prof. dr hab. Stefan Inglot – historyk, Uniwersytet Wrocławski
- 14 października 1981: prof. dr hab. Marian Mazur – automatyk, cybernetyk, Politechnika Warszawska
- 22 stycznia 1982: prof. dr hab. Józef Gierowski – historyk, Uniwersytet Jagielloński w Krakowie
- 1 października 1984: Ryszard Jagnieszko
- 15 listopada 1985: prof. dr hab. Stanisław Hartman – matematyk, Uniwersytet Wrocławski
- 15 listopada 1985: doc. Christian Kleint
- 15 listopada 1985: prof. dr hab. Wanda Mejbaum-Katzenellenbogen – biochemik, Uniwersytet Wrocławski
- 15 listopada 1985: prof. dr hab. Andrzej Mycielski – prawnik, Uniwersytet Wrocławski
- 15 listopada 1985: prof. dr hab. Jan Nikliborc – fizyk, Uniwersytet Wrocławski
- 15 listopada 1985: prof. dr hab. Antoni Opolski – astronom, Uniwersytet Wrocławski
- 15 listopada 1985: doc. Maria Przywecka-Samecka – historyk, bibliotekoznawca, Uniwersytet Wrocławski
- 15 listopada 1985: prof. dr hab. Henryk Ratajczak – chemik, Uniwersytet Wrocławski, rektor uczelni w latach 1982–1984
- 15 listopada 1985: prof. Mark Seaward – botanik, biolog środowiska, Uniwersytet w Bradford
- 15 listopada 1985: prof. dr hab. Kazimierz Sembrat – zoolog, cytolog, embriolog, Uniwersytet Wrocławski
- 15 listopada 1985: dr Josef de Smet – historyk, Katolicki Uniwersytet w Louvain
- 15 listopada 1985: prof. Jindřich Štelcl – geolog
- 15 listopada 1985: prof. dr hab. Karol Wolfke – prawnik, Uniwersytet Wrocławski
- 15 listopada 1985: doc. Edward Zubik – fizjolog, mikrobiolog, Uniwersytet Wrocławski
- 17 listopada 1986: dr Teresa Pieńkowska
- 5 września 1987: prof. dr hab. Cyryl Kolago – hydrogeolog, Uniwersytet Wrocławski
- 5 stycznia 1988: prof. dr hab. Jan Trzynadlowski – teoretyk i historyk literatury, Uniwersytet Wrocławski
- 11 listopada 1988: James Trevis
- 15 listopada 1988: Russel Drury
- 15 listopada 1988: Barbara Zathey – chórmistrz, Żeński Chór Akademicki Uniwersytetu Wrocławskiego
- 22 listopada 1989: prof. dr hab. Karolina Lanckorońska – historyk sztuki, Polski Instytut Historyczny w Rzymie
- 22 listopada 1989: prof. Wolfgang Milde – filolog, Uniwersytet Humboldtów w Berlinie
- 19 marca 1990: Lech Wałęsa – polityk, działacz związkowy, przewodniczący NSZZ „Solidarność”, prezydent Polski w latach 1990–1995
- 30 kwietnia 1990: prof. Petrus Gijsbertus Jacobus van Sterkenburg – językoznawca, Uniwersytet w Lejdzie
- 3 stycznia 1990: prof. dr hab. Stanisław Kolbuszewski – filolog, Uniwersytet Wrocławski
- 7 sierpnia 1990: F.F.W. Bode
- 7 sierpnia 1990: Eric Maurice Joon – menedżer, pisarz, poeta, Holenderska Fundacja dla Uniwersytetu Wrocławskiego
- 2 października 1990: Wilhelm Raimund Beyer – prawnik, filozof prawa
- 2 października 1990: prof. Heinz Kimmerle – filozof, Uniwersytet Erazma w Rotterdamie
- 2 października 1990: prof. dr hab. Zbigniew Kuderowicz – filozof, Uniwersytet Warszawski
- 2 października 1990: Edward Pomarański
- 15 listopada 1990: Barbara Piasecka Johnson – filantrop, koneser sztuki, kolekcjoner
- 31 stycznia 1992: prof. Nikołaj Kirow – informatyk, Nowy Uniwersytet Bułgarski w Sofii
- 31 stycznia 1992: prof. Evan Wyn-Jones – fizykochemik, biofizyk, Uniwersytet Salford
- 7 kwietnia 1992: dr Rudolf Lenz – filolog, historyk, Uniwersytet Philipsa w Marburgu
- 15 listopada 1992: dr Teodor Kanitzer
- 15 listopada 1992: prof. dr hab. Zbigniew Pełczyński – filozof, politolog, Uniwersytet w Oksfordzie
- 5 listopada 1993: prof. dr hab. Kazimierz Orzechowski – prawnik, historyk państwa i prawa, Uniwersytet Wrocławski
- 21 lutego 1994: prof. dr hab. Jan Kosik – prawnik, cywilista, Uniwersytet Wrocławski
- 27 kwietnia 1994: prof. dr hab. Adam Galos – historyk, Uniwersytet Wrocławski
- 20 maja 1994: Gustaw Herling-Grudziński – pisarz, eseista, krytyk literacki
- 21 czerwca 1994: prof. Klaus Buchner – fizyk, Uniwersytet Techniczny w Monachium
- 15 listopada 1994: prof. dr hab. Tadeusz Kotula – historyk, Uniwersytet Wrocławski
- 27 listopada 1994: Fryderyk Bader – pracownik, Uniwersytet Wrocławski
- 13 grudnia 1994: dr Dietrich Papenfuß – Fundacja im. Alexandra von Humboldta w Bonn
- 21 września 1995: prof. dr hab. Józef Oberc – geolog, Uniwersytet Wrocławski
- 15 listopada 1995: prof. Charles Susanne – antropolog, Wolny Uniwersytet w Brukseli
- 12 czerwca 1996: prof. dr hab. Zbigniew Jara – ichtiopatolog, Uniwersytet Wrocławski
- 12 czerwca 1996: doc. Helena Leonhard-Migaczowa – geograf, Uniwersytet Wrocławski
- 12 czerwca 1996: prof. dr hab. Kazimiera Maleczyńska – historyk książki, bibliolog, Uniwersytet Wrocławski
- 12 czerwca 1996: Michał Mazur – pracownik, Uniwersytet Wrocławski
- 12 czerwca 1996: Halina Moryl – pracownik, Uniwersytet Wrocławski
- 12 czerwca 1996: prof. dr hab. Janina Orska – ornitolog, Uniwersytet Wrocławski
- 12 czerwca 1996: Jan Ożóg – pracownik, Uniwersytet Wrocławski
- 12 czerwca 1996: prof. dr hab. Ludwika Rychlewska – filolog klasyczny, Uniwersytet Wrocławski
- 12 czerwca 1996: prof. dr hab. Stanisław Szczepankiewicz – geograf, geomorfolog, Uniwersytet Wrocławski
- 12 czerwca 1996: prof. dr hab. Maria Wrońska – chemik, Uniwersytet Wrocławski
- 15 listopada 1996: prof. Hans Dieter Haas – geograf, Uniwersytet Ludwika i Maksymiliana w Monachium
- 15 listopada 1996: prof. dr hab. Tadeusz Krupiński – antropolog, Uniwersytet Wrocławski
- 15 listopada 1996: prof. dr hab. Bogusława Morawiecka – biochemik, enzymolog, Uniwersytet Wrocławski
- 15 listopada 1996: prof. dr hab. Jan Mozrzymas – fizyk teoretyk, Uniwersytet Wrocławski, rektor uczelni w latach 1984–1987
- 22 kwietnia 1997: prof. Jos Wilmots – niderlandysta, Limburskie Centrum Uniwersyteckie w Hasselt-Diepenbeek, Belgia
- 1 maja 1997: prof. André Goffeau – biochemik, Katolicki Uniwersytet w Louvain
- 1 maja 1997: Jean-Claude Gonzales – generalny delegat Alliance Française w Polsce
- 14 listopada 1997: Ryszard Boral – pracownik, Uniwersytet Wrocławski
- 14 listopada 1997: prof. dr hab. Marek Czapliński – historyk, Uniwersytet Wrocławski
- 14 listopada 1997: ppłk. Antoni Kopala – Koło Związku Kombatantów RP i Byłych Więźniów Politycznych przy UWr
- 14 listopada 1997: Mieczysław Koszacki – pracownik, Uniwersytet Wrocławski
- 14 listopada 1997: Waldemar Pasikowski – pracownik, Uniwersytet Wrocławski
- 14 listopada 1997: prof. dr hab. Michał Sachanbiński – geolog, Uniwersytet Wrocławski
- 14 listopada 1997: dr Andrzej Vogt – chemik, Uniwersytet Wrocławski
- 1 października 1998: dr Han Borg – Uniwersytet w Groningen
- 1 października 1998: prof. Piotr Słonimski – biolog, genetyk, Uniwersytet Piotra i Marii Curie, Paryż 6
- 1 października 1998: prof. dr hab. Jadwiga Złotorzycka-Kalisz – mikrobiolog, Uniwersytet Wrocławski
- 10 czerwca 1999: dr Marian Horst – lekarz bakteriolog, epidemiolog
- 10 czerwca 1999: Lutosława Malczewska – dziennikarka, działaczka polonijna
- 10 czerwca 1999: Jan Marszołek – prawnik, radca prawny
- 1 października 1999: doc. Józef Januszewski – geograf, Uniwersytet Wrocławski[a]
- 1 października 1999: prof. dr hab. Mieczysław Klimowicz – historyk literatury, Uniwersytet Wrocławski, rektor uczelni w latach 1987–1990
- 1 października 1999: prof. dr hab. Wojciech Narębski – geolog, Polska Akademia Nauk
- 1 października 1999: prof. dr hab. Lech Pajdowski – chemik, Uniwersytet Wrocławski
- 18 czerwca 2000: prof. Sydney Davison – fizyk, Uniwersytet Waterloo
- 2 października 2000: prof. Gerd Meyer – chemik, Uniwersytet Koloński
- 2 października 2000: Stanisław Wilczyński – lektor języka łacińskiego, Uniwersytet Wrocławski
- 17 listopada 2000: prof. Louis Pierre Huyskens – fizykochemik, Katolicki Uniwersytet w Louvain
- 17 listopada 2000: dr Alexious Kempers – chemik, Katolicki Uniwersytet w Nijmegen
- 17 listopada 2000: prof. Therese Zeegers-Huyskens – fizykochemik, Katolicki Uniwersytet w Louvain
- 15 września 2001: Zofia Hertz – publicystka, felietonistka, Instytut Literacki w Paryżu
- 1 października 2001: dr Ramirez Leonard Alvarez – prawnik, Hidalgenskie Centrum Wyższych Studiów w Pachuca (Meksyk)
- 1 października 2001: prof. dr hab. Tadeusz Lachowicz – mikrobiolog, genetyk, Uniwersytet Wrocławski
- 1 października 2001: prof. Gerd Meyer – politolog, Uniwersytet Karola Eberharda w Tybindze
- 15 listopada 2001: prof. dr hab. Henryk Dziurla – historyk sztuki, Uniwersytet Wrocławski
- 15 listopada 2001: prof. Benjamin Kostrubiec – geograf, Uniwersytet Louisa Pasteura w Strasburgu
- 15 listopada 2001: prof. dr hab. Stanisław Liszewski – geograf, urbanista, Uniwersytet Łódzki
- 15 listopada 2001: Henryk Pyka – pracownik, Uniwersytet Wrocławski
- 17 czerwca 2002: Gerhard Schröder – polityk, Kanclerz Republiki Federalnej Niemiec
- 4 października 2002: prof. dr hab. Jan Baszkiewicz – prawnik, historyk, Uniwersytet Warszawski
- 4 października 2002: prof. Hans Bonzel – fizyk, Centrum Naukowo-Badawcze w Jülich
- 4 października 2002: dr Fritz Brickwedde – sekretarz generalny Niemieckiej Fundacji Federalnej Środowiska w Osnabrück
- 4 października 2002: prof. Martin Hans Gerlach – filozof, Uniwersytet Jana Gutenberga w Moguncji
- 4 października 2002: prof. dr hab. Aleksandra Kubicz – biochemik, Uniwersytet Wrocławski
- 14 października 2002: prof. John Parrish-Sprowl – socjolog, Indiana University-Purdue University Indianapolis (IUPUI)
- 2 października 2003: prof. dr hab. Roman Duda – matematyk, Uniwersytet Wrocławski, rektor uczelni w latach 1995–1999
- 2 października 2003: prof. Hana Jechova-Voisine – historyk literatury, Uniwersytet Paryż Sorbonne
- 2 października 2003: dr Peter Ohr – prawnik, politolog, dyplomata, konsul generalny RFN we Wrocławiu
- 2 października 2003: prof. dr hab. Andrzej Wiktor – zoolog, malakolog, Uniwersytet Wrocławski
- 23 maja 2003: Berthold Beitz – przewodniczący Fundacji Alfrieda Kruppa von Bohlen und Halbach w Essen
- 2 października 2003: Krzysztof Mroziewicz – publicysta, korespondent wojenny, dyplomata
- 2 października 2003: dr Jan Sadlak – dyrektor Europejskiego Centrum Szkolnictwa Wyższego UNESCO w Bukareszcie (UNESCO-CEPES)
- 14 listopada 2003: dr Charles Lyons – Uniwersytet North Carolina w Greensboro
- 14 listopada 2003: prof. Ulrich Zwiener – patofizjolog, filozof, Uniwersytet Friedricha Schillera w Jenie
- 25 czerwca 2004: prof. Marc Boutry – chemik, Katolicki Uniwersytet w Louvain
- 1 października 2004: prof. Bernd Balzer – historyk literatury, Wolny Uniwersytet Berliński
- 1 października 2004: dr Annette Bußmann –  prawnik, dyplomata, wicekonsul generalna Republiki Federalnej Niemiec we Wrocławiu
- 15 listopada 2004: prof. dr hab. Karol Bal – filozof, Uniwersytet Wrocławski
- 15 listopada 2004: prof. Norbert Conrads – historyk, Niemiecko-Polskie Towarzystwo Uniwersytetu Wrocławskiego
- 19 listopada 2004: prof. Wilhelm Jacobs – filozof, Uniwersytet Ludwika i Maksymiliana w Monachium
- 30 września 2005: prof. dr hab. Wojciech Dziembowski – astronom, Uniwersytet Warszawski
- 28 maja 2005: Harry Maximilian Buchberger – medalier, Niemiecko-Polskie Towarzystwo Uniwersytetu Wrocławskiego
- 30 września 2005: prof. Lutz Heusinger – historyk sztuki, Uniwersytet w Marburgu
- 30 września 2005: prof. dr hab. Andrzej Krzywicki – matematyk, Uniwersytet Wrocławski
- 30 września 2005: prof. James Riehl – chemik, Uniwersytet Minnesoty w Duluth
- 30 września 2005: prof. dr hab. Wojciech Wrzesiński – historyk, Uniwersytet Wrocławski, rektor uczelni w latach 1990–1995
- 5 października 2005: prof. Marcel Ausloos – fizyk teoretyk, Uniwersytet w Liège
- 15 listopada 2005: prof. dr hab. Alfred Majerowicz – geolog, Uniwersytet Wrocławski
- 29 marca 2006: prof. dr hab. Władysław Dynak – literaturoznawca, językoznawca, folklorysta, Uniwersytet Wrocławski
- 27 maja 2006: prof. Ulrich Leuschner – internista, gastroenterolog, hepatolog, Niemiecko-Polskie Towarzystwo Uniwersytetu Wrocławskiego
- 19 czerwca 2006: prof. dr hab. Wanda Lubczyńska-Kowalska – internista, gastroenterolog, Akademia Medyczna im. Piastów Śląskich we Wrocławiu
- 19 czerwca 2006: Uniwersytet Trzeciego Wieku
- 19 czerwca 2006: dr Walentyna Wnuk – pedagog, andragog, Uniwersytet Wrocławski
- 3 października 2006: prof. Lothar Knopp – prawnik, Brandenburski Uniwersytet Techniczny w Cottbus
- 3 października 2006: prof. dr hab. Władysław Narkiewicz – matematyk, Uniwersytet Wrocławski
- 3 października 2006: prof. dr hab. Antoni Polanowski – biochemik, Uniwersytet Wrocławski
- 3 października 2006: prof. Petr Tettinger – prawnik, Uniwersytet Koloński[b]
- 3 października 2006: prof. dr hab. Józef Ziółkowski – chemik, Uniwersytet Wrocławski
- 1 października 2007: dr Adolf Juzwenko – historyk, Zakład Narodowy im. Ossolińskich we Wrocławiu
- 15 listopada 2007: Irena Kraśniewska – pracownik, Uniwersytet Wrocławski
- 15 listopada 2007: Janina Moskal – pracownik, Uniwersytet Wrocławski
- 16 maja 2008: prof. dr hab. Stefan Mróz – fizyk, Uniwersytet Wrocławski
- 18 maja 2008: Chór Uniwersytetu Wrocławskiego „Gaudium”
- 23 maja 2008: prof. Algirdas Gaižutis – filozof, pedagog, kulturoznawca, Wileński Uniwersytet Pedagogiczny
- 7 czerwca 2008: dr inż. Kazimierz Czechowicz – przedsiębiorca, Innovation Technology Group SA we Wrocławiu
- 4 sierpnia 2008: prof. Yukihiro Ozaki – chemik, Uniwersytet Kwansei-Gakuin
- 29 września 2008: Enrico Kahl – Sparda Bank w Münster
- 29 października 2008: prof. dr hab. Czesław Mojsiewicz – politolog, Uniwersytet im. Adama Mickiewicza w Poznaniu[c]
- 15 listopada 2008: prof. Austin James Barnes – chemik, Uniwersytet Salford
- 15 listopada 2008: prof. dr hab. Andrzej Richling – geograf, Uniwersytet Warszawski
- 20 listopada 2008: prof. Wilhelm Elmar Weiler – biolog, fizjolog roślin, Uniwersytet Ruhry w Bochum
- 30 września 2009: prof. dr hab. Romuald Gelles – historyk, Uniwersytet Wrocławski, rektor uczelni w latach 1999–2002
- 30 września 2009: prof. Petr Heinzel – astrofizyk, Akademia Nauk Republiki Czeskiej
- 30 września 2009: prof. Kenneth John Herbert Philips – astrofizyk, University College w Londynie
- 16 listopada 2009: prof. dr hab. Zdzisław Latajka – chemik, Uniwersytet Wrocławski, rektor uczelni w latach 2002–2005
- 16 listopada 2009: dr Christian Pin – geolog, geochemik, Uniwersytetu Blaise’a Pascala w Clermont-Ferrand
- 16 listopada 2009: prof. dr hab. Ludwik Tomiałojć – ornitolog, Uniwersytet Wrocławski
- 28 maja 2010: prof. dr hab. Ryszard Błaszczyszyn – fizyk, Uniwersytet Wrocławski
- 2 października 2010: dr Christian Bode – prawnik, sekretarz generalny Niemieckiej Centrali Wymiany Akademickiej (DAAD)
- 2 października 2010: prof. Joël Monéger – prawnik, Uniwersytet Paris-Dauphine
- 15 listopada 2010: prof. Conrad Firling – biolog, Uniwersytet Minnesoty w Duluth
- 15 listopada 2010: prof. dr hab. Teresa Kulak – historyk, Uniwersytet Wrocławski
- 15 listopada 2010: prof. dr hab. Stanisław Lorenc – geolog, Uniwersytet im. Adama Mickiewicza w Poznaniu
- 15 listopada 2010: prof. dr hab. Jan Przybyłek – hydrogeolog, Uniwersytet im. Adama Mickiewicza w Poznaniu
- 15 listopada 2010: prof. dr hab. Stanisław Waltoś – prawnik, Uniwersytet Jagielloński w Krakowie
- 6 kwietnia 2011: prof. Walerij Władimirowicz Obuchow – fizyk teoretyk, Państwowy Uniwersytet Pedagogiczny w Tomsku
- 4 maja 2011: doc. Bolesław Gleichgewicht – matematyk, algebraik, Uniwersytet Wrocławski
- 4 maja 2011: prof. Wojbor A. Woyczyński – matematyk, Uniwersytet Case Western Reserve w Cleveland
- 13 czerwca 2011: prof. Renata Reisfeld – chemik, Uniwersytet Hebrajski w Jerozolimie
- 22 czerwca 2011: prof. Ernst Bauer – fizyk, Uniwersytet Stanowy w Arizonie
- 3 października 2011: prof. dr hab. Bogdan Marciniec – chemik, Uniwersytet im. Adama Mickiewicza w Poznaniu
- 3 października 2011: prof. dr hab. Leszek Pacholski – matematyk, informatyk, Uniwersytet Wrocławski, rektor uczelni w latach 2005–2008
- 15 listopada 2011: prof. dr hab. Janina Gajda-Krynicka – filozof, Uniwersytet Wrocławski
- 15 listopada 2011: Lothar Kopp – historyk, socjolog, Federalna Centrala Kształcenia Politycznego Oddział w Berlinie
- 15 listopada 2011: prof. Konstantin Tokhadze – fizyk, Saint Petersburski Uniwersytet Państwowy
- 15 listopada 2011: prof. dr hab. Marian Wolański – politolog, Uniwersytet Wrocławski
- 1 października 2012: prof. dr hab. Andrzej Dżugaj – biolog, Uniwersytet Wrocławski
- 1 października 2012: prof. dr hab. Piotr Sobota – chemik, Uniwersytet Wrocławski

### Srebrnym Medalem
- 25 października 1978: ppłk Mieczysław Sidor
- 25 września 1979: Halina Moryl – pracownik, Uniwersytet Wrocławski
- 10 listopada 1980: doc. Halina Orkisz
- 18 listopada 1980: Jonas Aniczas
- 18 listopada 1980: prof. Włodzimierz Czeczot – historyk, Wileński Instytut Pedagogiczny
- 14 maja 1981: doc. Christian Kleint
- 14 października 1981: dr Mieczysław Walter – bibliotekoznawca, Uniwersytet Wrocławski
- 15 listopada 1985: doc. Olgierd Chybiński – prawnik, Uniwersytet Wrocławski
- 15 listopada 1985: Elżbieta Marczewska-Stańdowa – bibliotekoznawca, Uniwersytet Wrocławski
- 15 listopada 1985: Czesław Fabich, pracownik, Uniwersytet Wrocławski
- 15 listopada 1985: doc. Anna Nikliborc – filolog, romanista, Uniwersytet Wrocławski
- 15 listopada 1985: Jan Podniałło, pracownik, Uniwersytet Wrocławski
- 15 listopada 1985: dr Eugenia Radecka – zoolog, Uniwersytet Wrocławski
- 15 listopada 1985: Helena Szwejkowska – bibliotekoznawca, Uniwersytet Wrocławski
- 15 listopada 1985: Adam Ursel – pracownik, Uniwersytet Wrocławski
- 17 listopada 1986: doc. Zbigniew Hora – lekarz internista, Akademia Medyczna im. Piastów Śląskich we Wrocławiu
- 17 listopada 1986: Halina Sikorska – pracownik, Uniwersytet Wrocławski
- 17 listopada 1986: Halina Tyszkiewicz – pracownik, Uniwersytet Wrocławski
- 17 listopada 1986: Elżbieta Wilczyńska – pracownik, Uniwersytet Wrocławski
- 17 listopada 1986: Bronisława Wnuczak Bronisława – pracownik, Uniwersytet Wrocławski
- 8 czerwca 1987: prof. Friedrich Bohling
- 19 listopada 1987: prof. dr hab. Alfons Klafkowski – prawnik, polityk, Uniwersytet im. Adama Mickiewicza w Poznaniu
- 11 maja 1993: prof. Marcel Janssens – historyk literatury i kultury niderlandzkiej, Katolicki Uniwersytet w Louvain
- 7 września 1993: Helmuth Becker – polityk, działacz społeczny Republiki Federalnej Niemiec
- 16 września 1993: prof. Zdenĕk Kowar
- 7 października 1993: prof. Hans Rothe – filolog, slawista, Wolny Uniwersytet Berliński
- 2 czerwca 1994: Friedrich Bohl – polityk Republiki Federalnej Niemiec
- 12 czerwca 1994: Karl Dedecius – niemiecki tłumacz i popularyzator literatury polskiej, publicysta, eseista
- 11 listopada 1995: prof. Milan Melník – chemik, Słowacki Uniwersytet Techniczny w Bratysławie
- 12 czerwca 1996: Janina Winowska – pracownik, Uniwersytet Wrocławski
- 14 listopada 1997: Antoni Adamski – pracownik, Uniwersytet Wrocławski
- 14 listopada 1997: Czesław Bałtruczyk – pracownik, Uniwersytet Wrocławski
- 14 listopada 1997: Zbigniew Barszczyk – pracownik, Uniwersytet Wrocławski
- 14 listopada 1997: Piotr Borowski – pracownik, Uniwersytet Wrocławski
- 14 listopada 1997: Stanisław Gostkowski – pracownik, Uniwersytet Wrocławski
- 14 listopada 1997: dr Krzysztof Górnicz – prawnik, Uniwersytet Wrocławski
- 14 listopada 1997: Tadeusz Juchniewicz – pracownik, Uniwersytet Wrocławski
- 14 listopada 1997: Zygmunt Kamiński – pracownik, Uniwersytet Wrocławski
- 14 listopada 1997: Ewa Kłapacińska – pracownik, Uniwersytet Wrocławski
- 14 listopada 1997: Waldemar Perkiewicz – pracownik, Uniwersytet Wrocławski
- 14 listopada 1997: dr Jerzy Piątkowski – biolog, Uniwersytet Wrocławski
- 14 listopada 1997: Henryk Szczepański – pracownik, Uniwersytet Wrocławski
- 14 listopada 1997: Mirosława – pracownik, Uniwersytet Wrocławski
- 14 listopada 1997: Sabina Węgłowska – pracownik, Uniwersytet Wrocławski
- 15 listopada 1998: Andrzej Sawicki – pracownik, Uniwersytet Wrocławski
- 4 października 2002: prof. Gunter Scholtz – filozof, Uniwersytet Ruhry w Bochum

### Brązowym Medalem
- 15 listopada 1985: Jan Biernacki, pracownik, Uniwersytet Wrocławski
- 15 listopada 1985: Jan Bożek, pracownik, Uniwersytet Wrocławski
- 15 listopada 1985: Michał Mazur – pracownik, Uniwersytet Wrocławski
- 15 listopada 1985: Helena Opolska Helena – filolog, Uniwersytet Wrocławski
- 15 listopada 1985: Kamila Żarkowska – pracownik, Uniwersytet Wrocławski
- 5 października 1989: doc. Leon Chodera – onkolog, Akademia Medyczna im. Karola Marcinkowskiego w Poznaniu
- 5 października 1989: dr Marian Horst – lekarz bakteriolog, epidemiolog
- 5 października 1989: Lutosława Malczewska – dziennikarka, działaczka polonijna
- 5 października 1989: Jan Marszołek – prawnik, radca prawny
- 5 października 1989: dr Adolf Warzok
- 12 czerwca 1996: Jadwiga Beneś, pracownik, Uniwersytet Wrocławski
- 12 czerwca 1996: Kazimiera Płonka – pracownik, Uniwersytet Wrocławski